# Brasilucanus alvarengai
Espèce
Brasilucanus alvarengai est une espèce d'insectes coléoptères de la famille des Lucanidae. C'est un scarabée sud-américain. 

## Bibliograpnie
- (en) Ratcliffe B.C., 1984. : A review of the Penichrolucaninae with analyses of phylogeny and biogeography, and description of a second New World species from the Amazon Basin (Coleoptera: Lucanidae). Quaestiones entomologicae 20 p. 60-87.
- (en) Vulcano M.A. & Pereira F.S., 1961.: A subfamilia Penichrolucaninae (Col. Lucanidae) representada em América.Studia entomologia 4 p. 471-480.